# Webometrics Ranking of World Universities
Webometrics Ranking of World Universities, также известный как Ranking Web of Universities, — это система рейтинга мировых университетов, основанная на комбинированном показателе, учитывающем как объём веб-содержимого (количество страниц и файлов), так и видимое влияние этих публикаций по числу внешних цитат. Рейтинг публикуется Cybermetrics Lab, исследовательской группой испанского Национального исследовательского совета (CSIC), расположенной в Мадриде.
Целью рейтинга является повышение присутствия академий и научно-исследовательских институтов в Интернете и содействие открытой публикации результатов научной деятельности. Рейтинг появился в 2004 году и обновляется каждый январь и июль. Сегодня он обеспечивает веб-индикаторы для более чем 12000 университетов по всему миру.

## Влияние
В Намибии список Webometrics часто используется для привлечения студентов, что характерно для страны, где есть лишь два государственных вуза, Намибийский университет и Намибийский политехнический университет.
В 2009—2011 рейтинги получили широкую огласку в прессе, а индивидуальные рейтинги были опубликованы на сайтах университетов Ближнего Востока, Восточной Азии, Канады и Африки..

## Структура
Университеты
Основной список, в который вошло двенадцать тысяч университетов, составлен из каталога, содержащего более чем 19 000 учреждений, распределенных регионально:
- США и Канада
- Европа, включая Россию, Турцию, Кавказ и Израиль
  - Центральная и Восточная Европа
- Азия, включая Ближний Восток
  - Юго-Восточная Азия
  - Южная Азия, Индийский субконтинент
- Арабский и персидский мир (Северная Африка и Средний Восток)
- Африка
- Южная Америка: Центральная, Южная Америка и Карибы
- Океания

Распределение университетов по регионам (на январь 2012):
| Регион           | Top 100 | Top 200 | Top 500 | Top 1000 | Всего |
| ---------------- | ------- | ------- | ------- | -------- | ----- |
| Северная Америка | 79      | 99      | 178     | 398      | 3485  |
| Европа           | 16      | 66      | 212     | 415      | 4975  |
| Азия             | 3       | 20      | 66      | 104      | 6142  |
| Южная Америка    | 2       | 9       | 19      | 39       | 3487  |
| Океания          | 1       | 6       | 20      | 35       | 149   |
| Арабский мир     | 0       | 0       | 2       | 4        | 569   |
| Африка           | 0       | 0       | 3       | 5        | 355   |
| Весь мир         | 19 161  |         |         |          |       |

## Авторство
Webometrics Ranking возник в Cybermetrics Lab, подразделении испанского Национального исследовательского совета (CSIC), основного государственного научно-исследовательского института в Испании. Лаборатория действует в качестве обозревателя науки и техники в Интернете. Isidro F. Aguillo, Hon.PhD, — глава лаборатории и главный редактор Рейтинга.